# ایرن آگای
ایرن آگای (مجاری: Irén Ágay؛ زادهٔ ۱۳ فوریهٔ ۱۹۱۳ - درگذشت ۲ سپتامبر ۱۹۵۰) بازیگر اهل مجارستان بود. او پیش از مهاجرت به آمریکا از بازیگران برجستهٔ سینمای مجارستان در دههٔ ۱۹۳۰ میلادی به‌شمار می‌رفت.